# Tefib

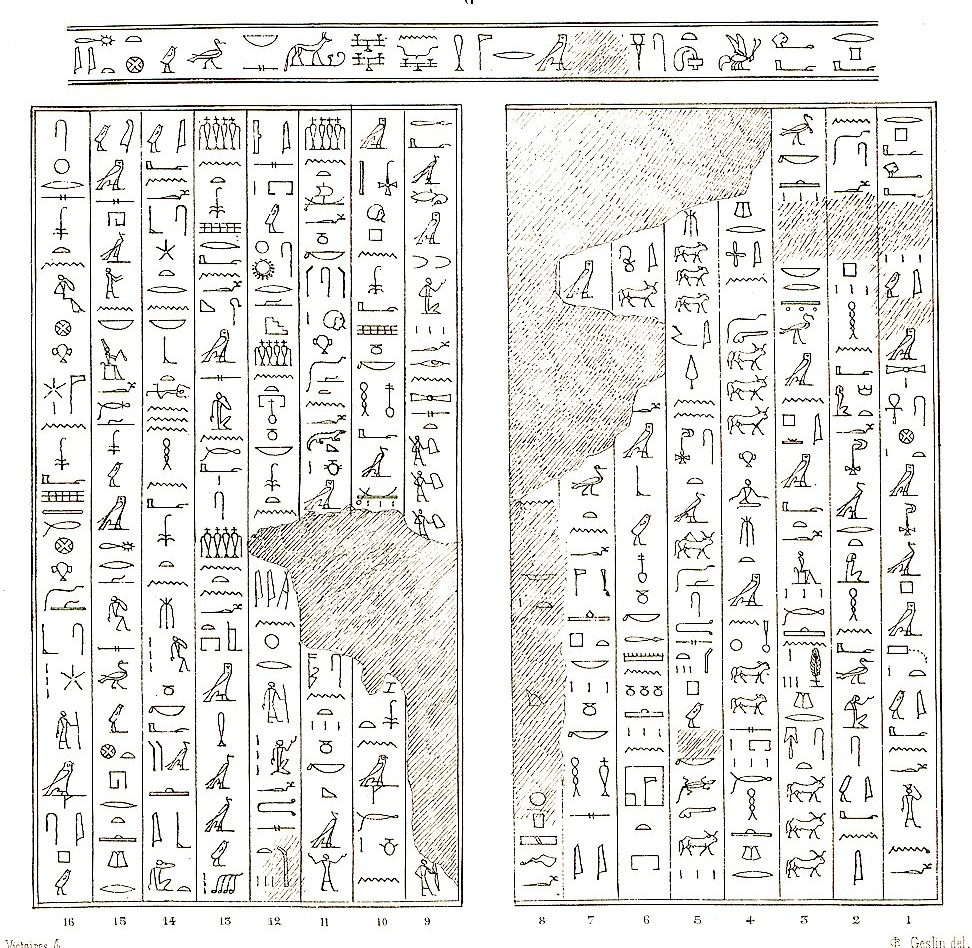
Felirat Tefib sírjában

Tefib (vagy Tefibi, esetleg Itiib, tf-jb, jtj-jb-j) az ókori Egyiptom első átmeneti korában a 13. felső-egyiptomi szepat (nomosz), Itef-Hont kormányzója volt. Székhelye Szauti (vagy Aszjút, Lükopolisz) városában volt, körülbelül félúton Uaszet (Théba) és a Deltavidék között. Valószínűleg Heti kormányzó fia volt, őt magát pedig fia, II. Heti követte kormányzóként. Címei „herceg és kormányzó”, „a király kincstartója”, „Upuaut, Szauti ura főpapja”.

## Élete
Tefib életéről csak III. Heti dokumentumai beszélnek, saját tárgyi emléke, építkezései nem maradtak fenn, viszont sírja ismert. Meszehtit követte a szauti kormányzóság élén. Névleg a hahninszui (Hérakleopolisz Magna) X. dinasztia alattvalója volt, valójában saját hadsereggel rendelkezett, bár ha valóban Heti fia volt, akkor ebben nincs semmi különös. Tefib észak felé nem terjeszkedhetett, ezért a hahninszui és szauti seregek közösen megtámadták a Szautitól kissé délebbre elhelyezkedő Abdzsut (Abüdosz). Az akció sikeres volt, az Uaszet által vezetett déli kormányzóságok nem tudták megakadályozni Abdzsu elfoglalását és feldúlását (erről a Merikaré intelmei számol be).
Tefib ebben a konfliktusban igen rossz hírnevet szerzett, mivel csapatai feldúlták az ősi abdzsui temetőt, Pekert (ma Umm el-Kaáb). E zűrzavaros helyzetben a Szauti és Hahninszu között fekvő Hmunu (Hermopolisz Magna) nomarkhésze, Neheri önállósította magát, míg Szauti a legvégsőkig kitartott Hahninszu mellett.
A déli hódítás hamarosan elveszett, II. Antef visszafoglalta Abdzsut, majd III. Antef tovább is haladt, míg majdnem Szautiig tolta ki Uaszet határait. Végül II. Montuhotep Hmunut és Hahninszut is elfoglalta, egyesítette a folyamvölgy városkirályságait, véget vetve a széttagoltság korának.